# CMA CGM

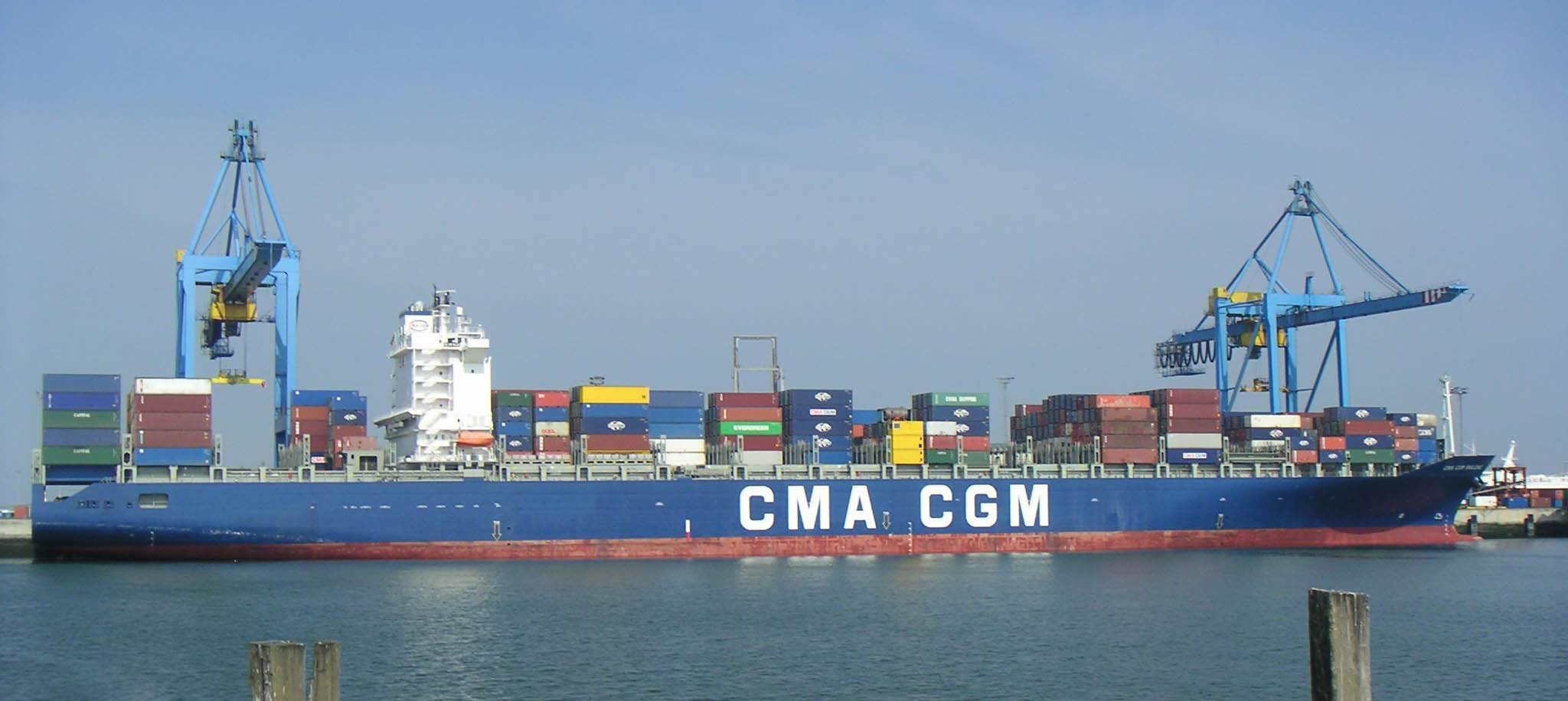
ブリュージュ（ベルギー）のゼーブルッヘ港（Zeebrugge）に停泊する6500TEU積載・全長300メートル級の大型コンテナ船、「CMA-CGM バルザック」（CMA CGM Balzac）

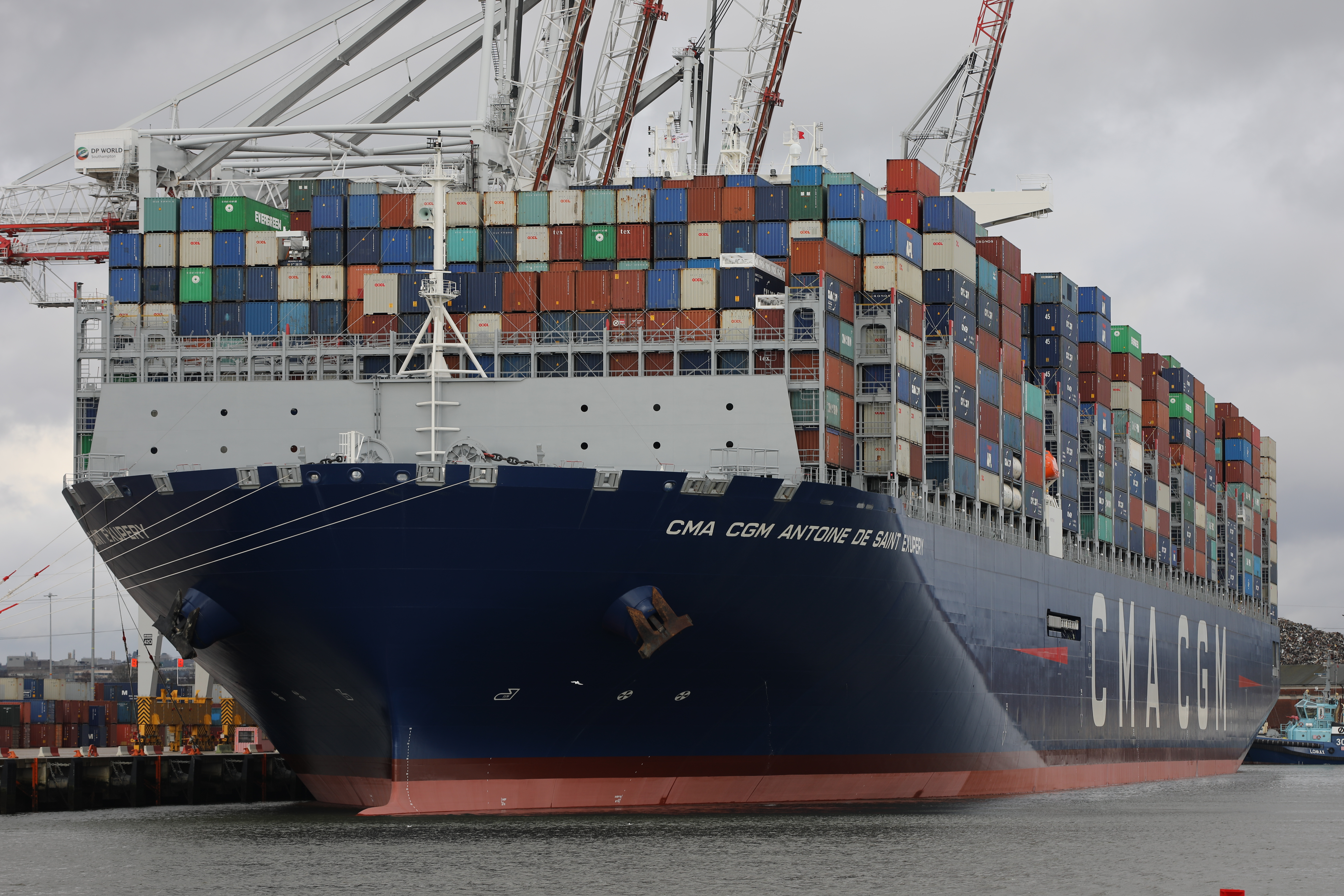
サザンプトンで荷役中の20,600TEU積載の超大型コンテナ船、「CMA-CGM アントワーヌ・ド・サン＝テグジュペリ」（CMA CGM Antoine de Saint Exupery）

CMA CGM（CMA CGM S.A., フランス語: Compagnie maritime d'affrètement - compagnie générale maritime）はフランスを本拠とする世界有数の海運会社・コンテナ輸送会社。170の定期コンテナ航路で世界150カ国の400の港湾を結び、マースクライン、MSCに次ぐ世界第3位のコンテナ物流企業である。
本社はマルセイユにあり、北アメリカ本社をアメリカ合衆国バージニア州ノーフォークに置く。

## 歴史
CMA CGMの歴史は、フランスの名門海運企業メサジュリ・マリティム（Messageries Maritimes、略称：MM、郵便海運あるいはフランス郵船とも）の前身、メサジュリ・ナシオナル（Messageries Nationales）がマルセイユで設立された1851年に遡る。
1855年にはもう一つの前身企業であるコンパニ・ジェネラール・マリティム（Compagnie Générale Maritime、略称：CGM、海運総合会社）が誕生し、1861年には社名をコンパニ・ジェネラール・トランザトランティーク（Compagnie Générale Transatlantique、略称：TransatまたはCGT、大西洋横断総合会社、英語圏での通称：フレンチライン）と変更した。
インド洋や太平洋方面への運航を担うメサジュリ・マリティムと、南北アメリカ、とりわけル・アーブル-ニューヨーク間の幹線を担うコンパニ・ジェネラール・トランザトランティークは、フランスを代表する定期船運航企業（フラッグキャリア）としてフランスからニューヨークや世界各地の植民地へ向かう豪華客船などを運航した（第二次世界大戦前の、世界初の全長300メートル超えの大型豪華客船「ノルマンディー」などを代表とする）。しかし第二次世界大戦後は客船の衰退などで経営が悪化し、コンパニ・ジェネラール・トランザトランティークが1960年代に国家の威信をかけてニューヨーク航路に就航させた「フランス号」も赤字を出し続けた。結局両社は貨物輸送とクルーズ船運航にシフトし、折からの貨物船のコンテナ化に大きな投資を強いられた。1977年にはメサジュリ・マリティムとコンパニ・ジェネラール・トランザトランティークは合併し、フランス政府の国営企業コンパニ・ジェネラール・マリティーム（Compagnie Générale Maritime、略称：CGM）になった。
一方、レバノン出身の実業家ジャック・サーデ（Jacques Saadé）は1978年に船会社 CMA（Compagnie Maritime d'Affrètement、チャーター船海運会社）を設立して地中海での傭船業を開始し定期貨物路線にも進出し、次第に会社を大きくしてジャック・シラクら大物政治家とも懇意になった。
1996年、フランスの首相アラン・ジュペは CGMの民営化を決定した。さらに CGMをジャック・サーデが買収、CMAと合併させてCMA CGMが誕生した。1998年には、CMA CGMはオーストラリア政府からオーストラリアン・ナショナル・ラインズ（Australian National Lines, ANL）を買収、これを子会社とした。
2005年9月にはル・アーブルに本社を置くライバル海運会社デルマス（Delmas）を、大手複合企業グループ・ボロレ（Bolloré）から6億ユーロで買収した。この買収は2006年1月5日に完了し、CMA CGMグループは世界第3位のコンテナ運送企業へと躍り出た。
2008年後半からの世界経済危機で、CMA CGMは、運賃相場の低下・燃料の高騰・すでに発注したコンテナ船の支払いなどにより多額の債務を抱える苦境に陥り、フランス政府やフランスの政府系ファンドからの支援を仰いでいる。
2016年7月にはシンガポールに本拠を置くネプチューン・オリエント・ラインズ（NOL）を24億ドルで買収し、NOL子会社のアメリカンプレジデントラインズも傘下に収めた。

## グループ企業

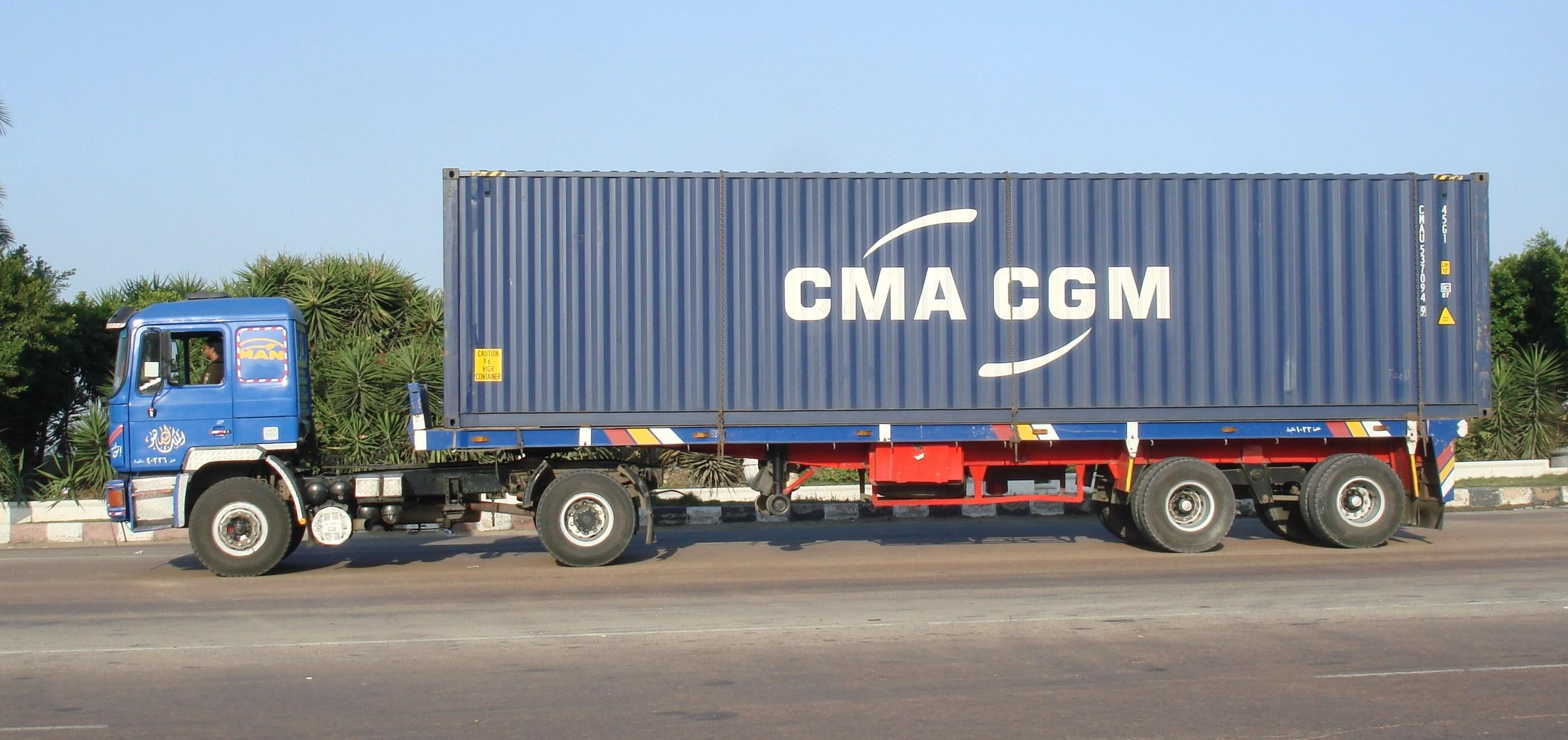
CMA-CGM の海上コンテナを輸送するトレーラー。エジプトのアレクサンドリア港で

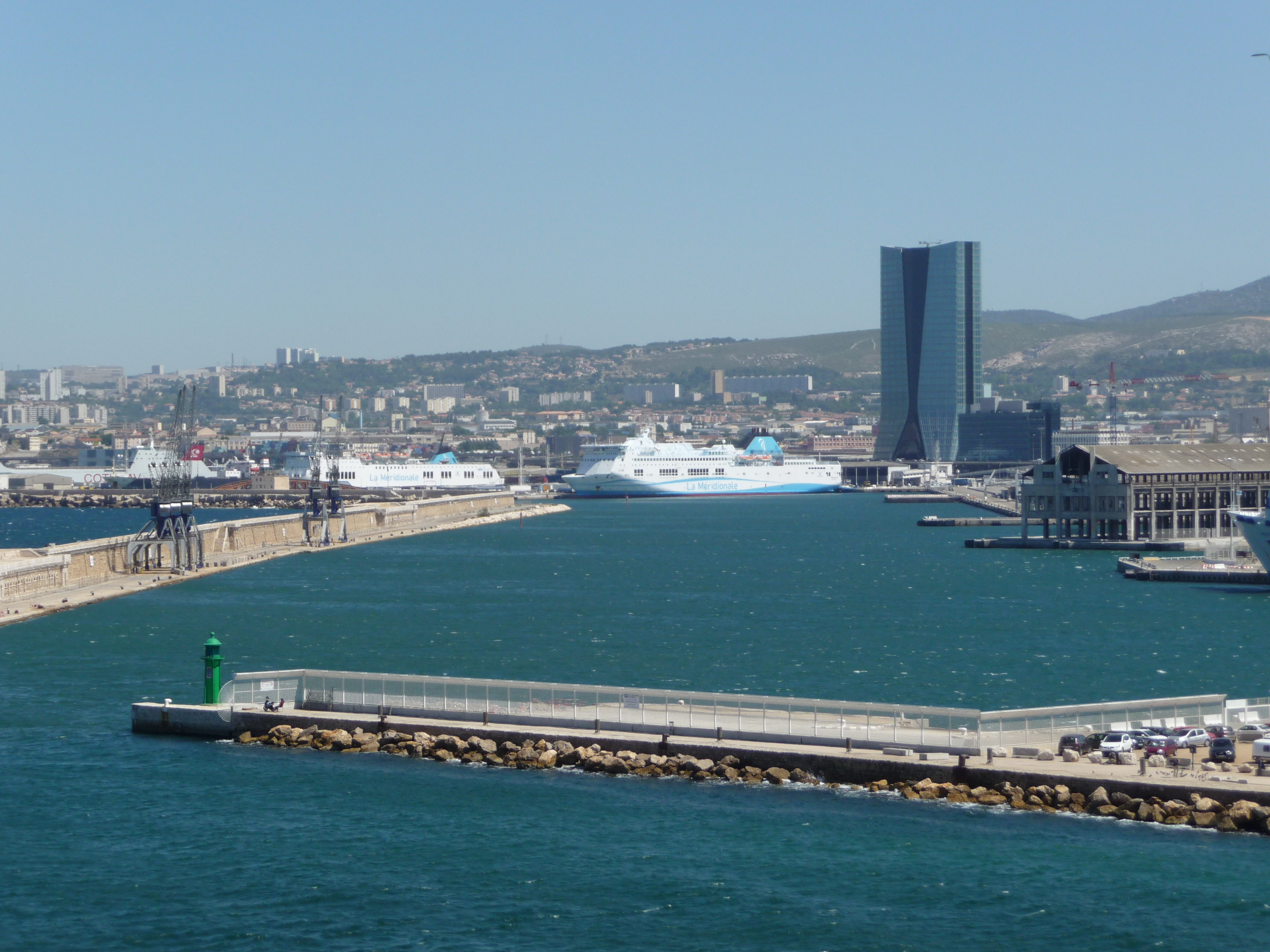
マルセイユ港の眺め。奥の高層ビルがCMA CGMの本社、トゥール・CMA CGM（ザハ・ハディド設計）

- Terminal Link - 各国港湾でのコンテナターミナルの開発・運営
- Rail Link - 鉄道ほかマルチモーダル輸送による国際物流会社
- River Shuttle Containers - ローヌ川・ソーヌ川水系での内陸水路によるコンテナ輸送会社
- CMA CGM Logistics - 国際物流会社
- Qualitair & Sea - 航空貨物を中心とする国際物流会社
- Progeco - コンテナの販売・リース・修理
- Australian National Lines（ANL） - オセアニア、アジア、ヨーロッパなどに就航する貨物船会社
- COMANAV - モロッコ・ヨーロッパ間のフェリー会社
- MacAndrews  - イベリア半島の物流・旅行会社
- Delmas - コンテナ船およびRO-RO船を運航する船会社
- OT Africa Line - 西アフリカを運航するコンテナ船会社
- CMA CGM Croisières & Tourisme - 豪華ヨットによる船旅と、コンテナ船に便乗する船旅を扱う
- Compagnie des Îles du Ponant - フランス有数のクルーズ会社
- Tapis Rouge International - 高級旅行会社
- CMA Ships - 多様な貨物を扱う船会社
- Cheng-Lie Navigation Co. Ltd（正利航業有限公司、CNC） - 台湾に本拠を置くアジア諸国間のコンテナ船会社
- ラ・メリディオナル (La Méridionale) - マルセイユ - コルシカ島とモロッコ間のフェリー会社
- ネプチューン・オリエント・ラインズ（NOL） - シンガポールを拠点とするコンテナ船会社大手
- アメリカンプレジデントラインズ（APL） - NOLの傘下にあるアメリカのコンテナ船会社大手

## 運航船舶
- コンテナ船「CMA CGM クリストフ・コロン」 - 2009年竣工
- コンテナ船「CMA CGM マルコ・ポーロ」 - 2012年竣工